# Anna Brugh Singer

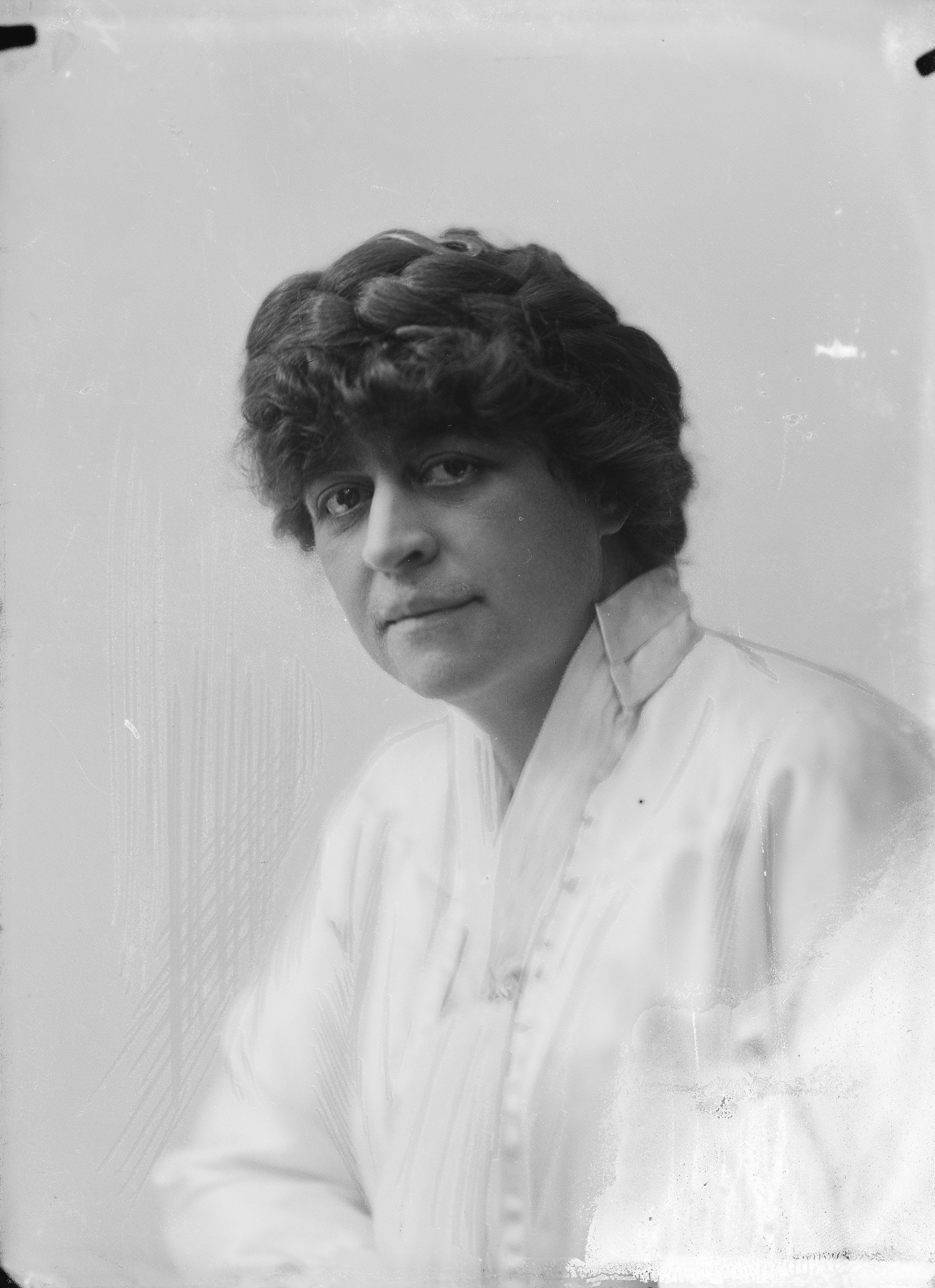
Anna Brugh Singer, um 1913

Anna Brugh Singer (* 30. Oktober 1873 als Anna Spencer Brugh in Hagerstown; † 16. Oktober 1962 in Laren) war eine US-amerikanische Kunstsammlerin, -mäzenin und Gründerin mehrerer Museen.

## Leben
Anna Brugh war Tochter von Philip Abram Brugh und Annie Amelia Brugh, geb. Irvin; sie wuchs in Hagerstown in Maryland auf. Ihre Vorfahren stammten aus Deutschland. Hermanus Brüch wanderte im 18. Jahrhundert in die USA aus und seine Nachkommen änderten den Namen in Brugh. Anna Brugh gab sich ihr ganzes Leben lang fünf Jahre jünger aus, weil in einem Dokument das Geburtsjahr 1873 versehentlich in 1878 geändert worden war.

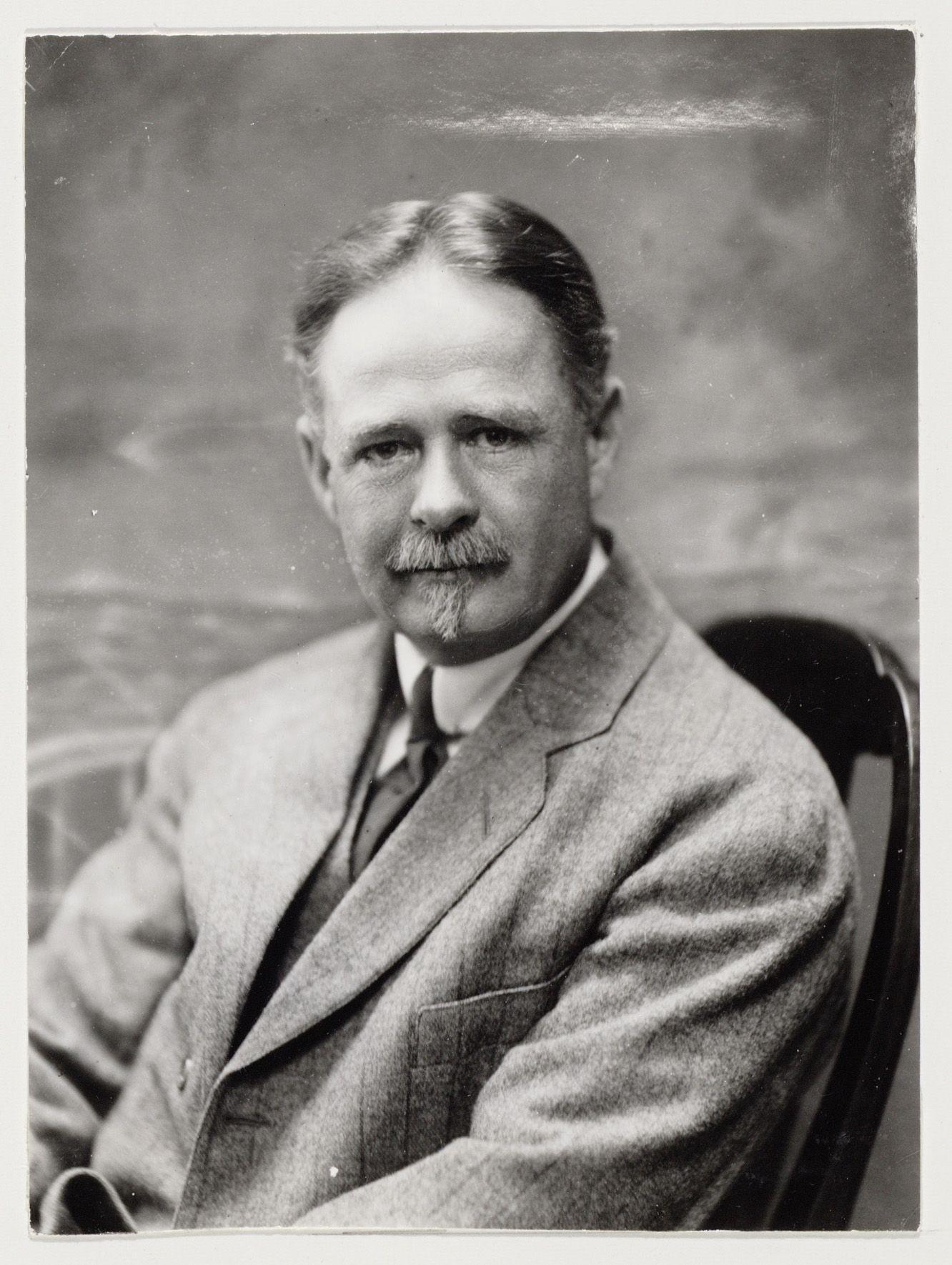
William Henry Singer, 1913

1895 heiratete sie William Henry Singer (1868–1943), Sohn eines wohlhabenden Stahlmagnaten, der gemeinsam mit seinen drei Geschwistern das große Vermögen seines Vaters geerbt hatte. Er wurde Maler und hatte an der Pittsburgh School of Design Unterricht bei dem Gastlehrer Martin Borgord, der William und Anna Brugh Singer ein lebenslanger Freund wurde. Anna Brugh Singer schätzte Gesellschaft und Geselligkeit, während ihr Mann als Anhänger von Henry David Thoreaus Thesen ein kontemplatives Leben bevorzugte. Ihr Kinderwunsch erfüllte sich nicht. Das Paar verwendete das Vermögen zum Bau mehrerer Villen, für ausgedehnte Reisen, für wohltätige Zwecke und den Aufbau ihrer Kunstsammlungen. Zusammen mit ihrem Mann sammelte Anna Brugh Singer Werke der Schule von Barbizon, der Haager Schule, amerikanische Künstler, niederländische und französische Skulpturen, europäische und asiatische Antiquitäten.

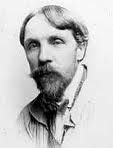
Martin Borgord, um 1900

Das Ehepaar ließ sich zunächst in Allegheny nieder, zog aber bald darauf in das kleine Fischerdorf Monhegan, eine Künstlerkolonie an der Küste von Maine. Nach einem Jahr reiste das Paar im Frühjahr 1901 in Begleitung von Borgord nach Paris, zu dieser Zeit das Zentrum der neuesten Entwicklungen in der bildenden Kunst, wo William Singer mehrere Monate an der Académie Julian und bei Jean-Paul Laurens studierte und freundschaftliche Kontakte zu den Pariser Malern knüpfte. Der Trubel der Großstadt sagte William und Anna nicht zu und sie beschlossen, in das niederländische Künstlerdorf Laren unweit von Amsterdam zu reisen. Bilder der Landschaft und Umgebung hatten sie schon zuvor in Amerika auf Ausstellungen von Anton Mauve und Jozef Israëls gesehen. Der Freund Borgord begleitete sie auch diesmal. In Laren wohnten sie ab 1901/1902 im „Hotel Hamdorff“, das sich damals zum zentralen Punkt in Laren entwickelt hatte. Ursprünglich nur ein Café, wurde es 1901 um ein großes und luxuriöses Hotel erweitert, das auch einen Saal für Kunstausstellungen bot. Der Amsterdam-Laren-Maler Jacob (Jaap) Dooijewaard (1876–1969) freundete sich mit ihnen an. Zwischenzeitlich besuchten sie zusammen mit Borgord auf dessen Vorschlag hin 1903 Norwegen.
1905 kehrte das Paar nach Amerika zurück, ließ sich aber nach dem Tod von William Singers Vater 1909 dauerhaft in Laren nieder. Sie kauften ein Grundstück am Dorfrand an der Oude Drift und beauftragten den Hilversumer Architekten Johan Wilhelm Hanrath mit dem Entwurf einer großen Villa im holländischen Landhausstil mit einem freistehenden zweigeteilten Malatelier mit Blick in den Garten für William Singer und Martin Borgord. Anna, eine begabte Pianistin, ließ neben der Villa einen Konzertsaal errichten. Das Paar versuchte, bildende Kunst und Musik zu verbinden, die nach ihrer Auffassung untrennbar miteinander verbunden seien. Weil sich die Singers wie Zugvögel fühlten, die je nach Jahreszeit ihren Aufenthaltsort wechseln, nannten sie ihre Villa „De Wilde Zwanen“. Ende 1911 konnten sie das Haus beziehen und unterhielten in Folge ein reges gesellschaftliches Leben. Der Maler Martin Borgord wohnte ebenfalls bei ihnen in der Villa.

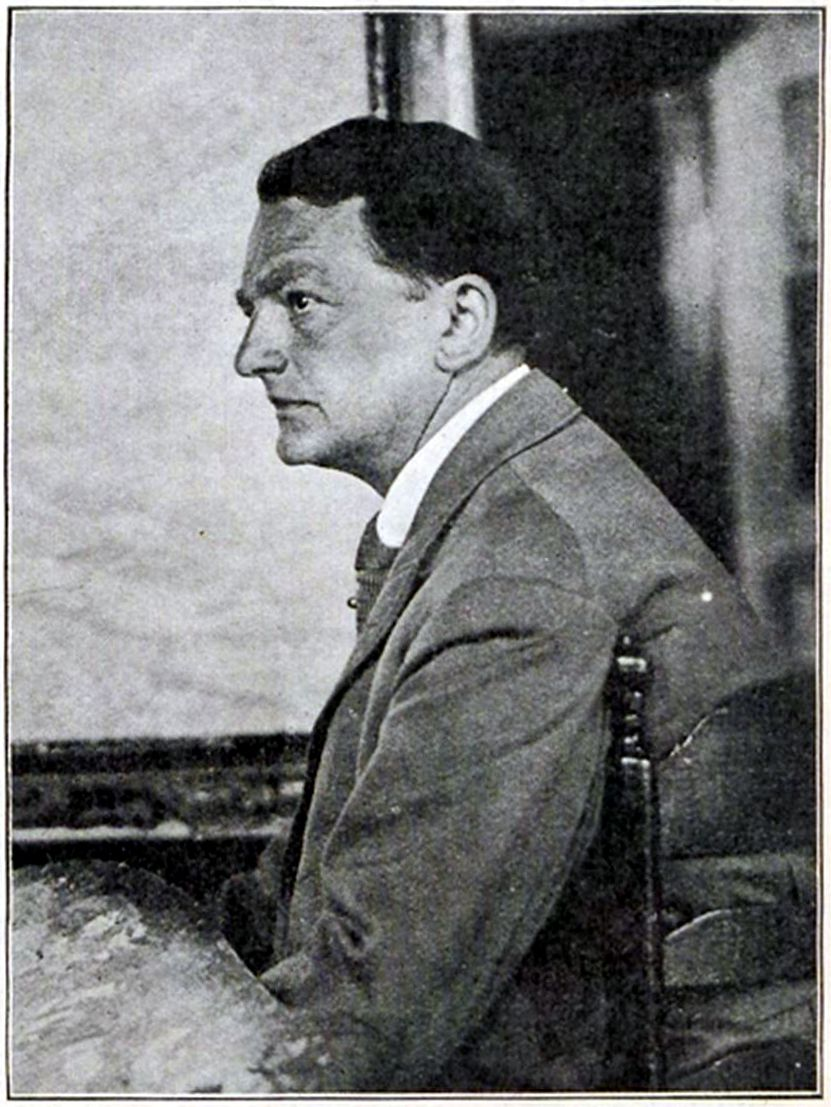
Jaap Dooijewaard, um 1900

Ab 1913 verbrachten die Singers die Sommermonate an der Westküste Norwegens in der Nähe des Dorfes Olden am Nordfjord nördlich von Bergen, dessen raue und unberührte Fjord- und Berglandschaft Williams Malerei inspirierten. Die Winter verbrachten sie in ihrer Larener Villa. Sie empfingen Freunde und Bekannten, darunter die im Ort ansässigen Künstlerinnen und Künstler, die sie aus ihrer Anfangszeit in Laren kannten, wie Jaap Dooijewaard, Arina Hugenholtz, Hein Kever, Albert Neuhuys und Evert Pieters. Sie kauften Kunstwerke, die ihnen gefielen, unterstützten Künstlerfreunde durch den Kauf ihrer Werke und statteten ihre Villa mit diesen Gemälden aus, neben Bildern und Skulpturen französischer und amerikanischer Künstler. Als 1914 der Erste Weltkrieg ausbrach, befanden sich die Singers in Norwegen und von Dezember 1914 bis Frühjahr 1915 in Amerika. Erst nach dem Kriegsende 1918 kehrten sie nach Laren zurück und pendelten wieder zwischen Norwegen und den Niederlanden. Zwischendurch unternahmen sie auch Reisen zur Familie in Amerika und nach Paris. Nachdem Borgord 1920 nach Paris gegangen war, wurde der niederländische Maler Jaap Dooijewaard ihr Mitbewohner in der Villa.
William Singer wollte sich dauerhaft in Norwegen niederlassen. Bei ihren früheren Aufenthalten hatte das Paar im Yris-Hotel in Olden gewohnt und 1914 ein Malatelier in Olden gebaut. Ab 1922 lebten sie in der etwas oberhalb des Zentrums von Olden gelegenen Villa „Singerheimen“ in Dalheim, zu der mehrere Gebäude gehörten und die sie mit den Möbeln sowie der Kunst- und Antiquitätensammlung aus der Villa „De Wilde Zwanen“ ausstatteten. Auch unterstützten sie den Bau des Nordfjord-Krankenhauses und der Straße zwischen Olden und Innvik finanziell. Im Gegensatz zu ihrem Mann, der die Ruhe zum Malen und die Möglichkeiten für Jagd und Fischfang schätzte, fühlte Anna, die ihre eigene musikalische Karriere zurückgestellt hatte, sich in der Abgeschiedenheit im innersten Teil des Nordfjords oft einsam, lebte aber auf, wenn Gesellschaft kam. In Norwegen intensivierte sich ihr großes Interesse am Einrichten und Sammeln. Während ihr Mann malte, übernahm Anna Brugh Singer die Verwaltung und die täglichen Aufgaben für das Anwesen. Die Winter verbrachte das Paar oft in Laren, nach dem Verkauf der Villa „De Wilde Zwanen“ 1925 in ihrer eigenen Suite im Hotel Hamdoff.

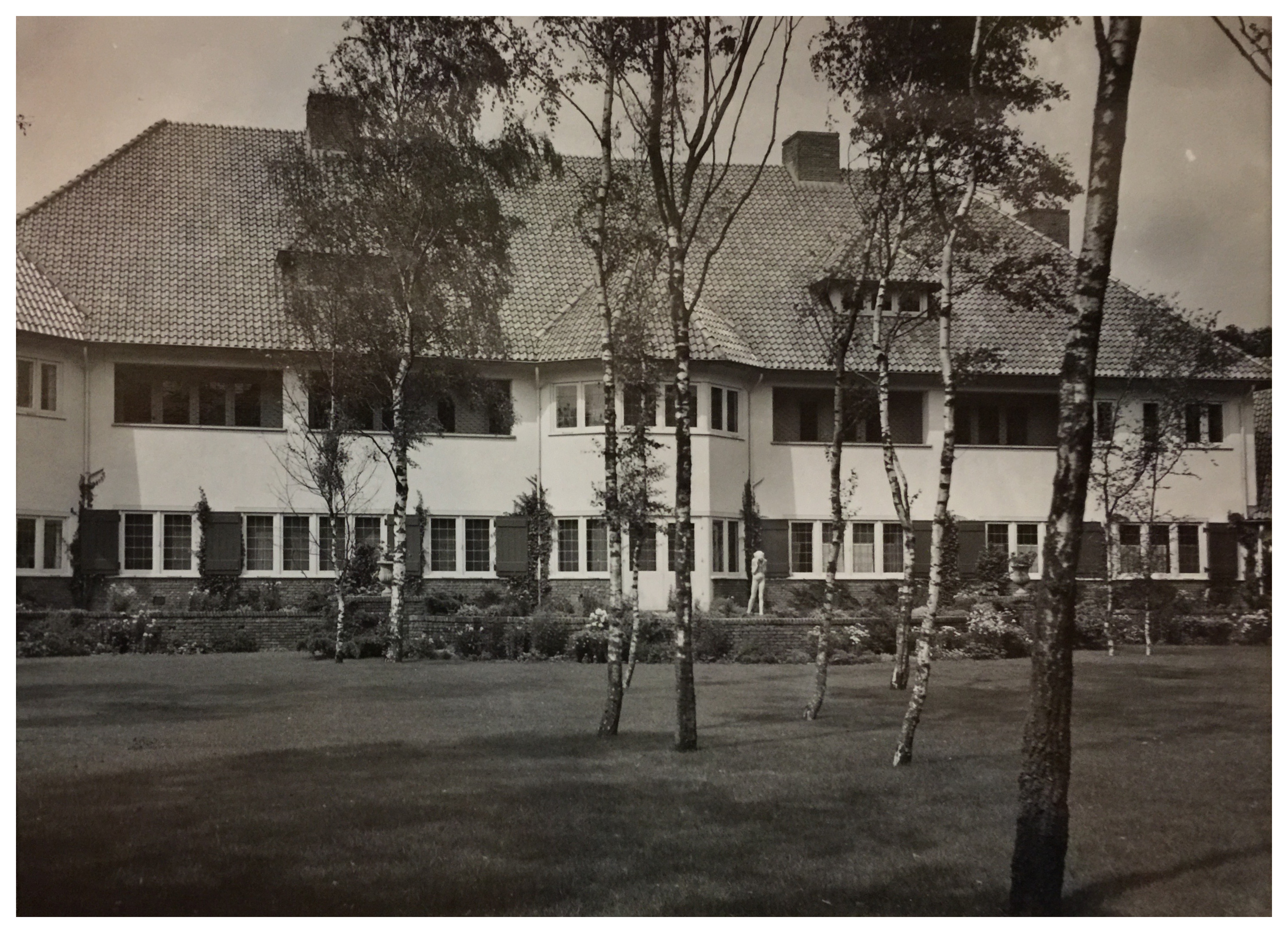
Nederheem, 1937

1934 kehrten sie aufgrund von Williams gesundheitlichen Problemen nach Het Gooi zurück und ließen durch den Architekten Elzinga ein Haus planen. 1937 bezogen sie das neue Landhaus „Nederheem“ mit einem Atelier und einer Galerie an der Torenlaan in Blaricum, heute das Rathaus. In dem repräsentativen Gebäude empfingen sie viele Gäste, gaben Hauskonzerte und richteten ihre umfangreiche Kunstsammlung ein. 1939 verließen sie die Niederlande, um während des Zweiten Weltkriegs erneut in Olden zu leben. William Singer starb dort 1943 an einem Herzinfarkt. In „Nederheem“ wohnten weiterhin ein Butler und eine Köchin, Pieter und Lottie Albers, die einen Großteil der Kunstsammlung widerrechtlich verkauften. 1945 war Pieter Albers auch an einem großen Kunstraub aus der Singer-Sammlung beteiligt, der dank des mit Anna befreundeten Kunsthändlers Joop Siedenburgh aufgeklärt wurde. Albers und seine Komplizen wurden zu einer zweijährigen Haftstrafe verurteilt. Nach ihrer Rückkehr in die Niederlande 1945 wollte Anna nicht mehr in dem leerstehenden „Nederheem“ wohnen, verkaufte die Villa und zog wieder in das Hotel Hamdorff. Nach dem Tod ihres Mannes wurde Jaap Dooijewaard ihre wichtigste Stütze, unter anderem, weil sie ihr ganzes Leben lang nur Englisch sprach.
Während Anna Brugh Singers Leben in den Niederlanden entstanden mehrere Gemälde und Porträts von ihr und auch eine Porträtfotoserie von Jacob Merkelbach aus dem Jahr 1913. Martin Borgord fertigte zwischen 1910 und 1920 mehrere Gemälde und Skulpturen von ihr sowie ein Doppelporträt mit ihrem Mann. Richard Edward Miller malte 1920 ein ähnliches Bild des Paares. Der befreundete Evert Pieters hielt die gegenseitigen Besuche der Familien in Gartenbildern der Villa „De Wilde Zwanen“ und seines eigenen Hauses fest, in Bildern wie Frau Pieters mit Herrn und Frau Singer im Garten der Villa De Wilde Zwanen und Sommertag, in dem er Anna Brugh Singer und seine Frau Marie Pieters abbildete. Der amerikanische Maler Robert Reid schuf um 1920/1930 ebenfalls ein Porträt von Anna Brugh Singer, ebenso Jaap Dooijewaard 1939 das Portret van Anna Spencer Brugh.

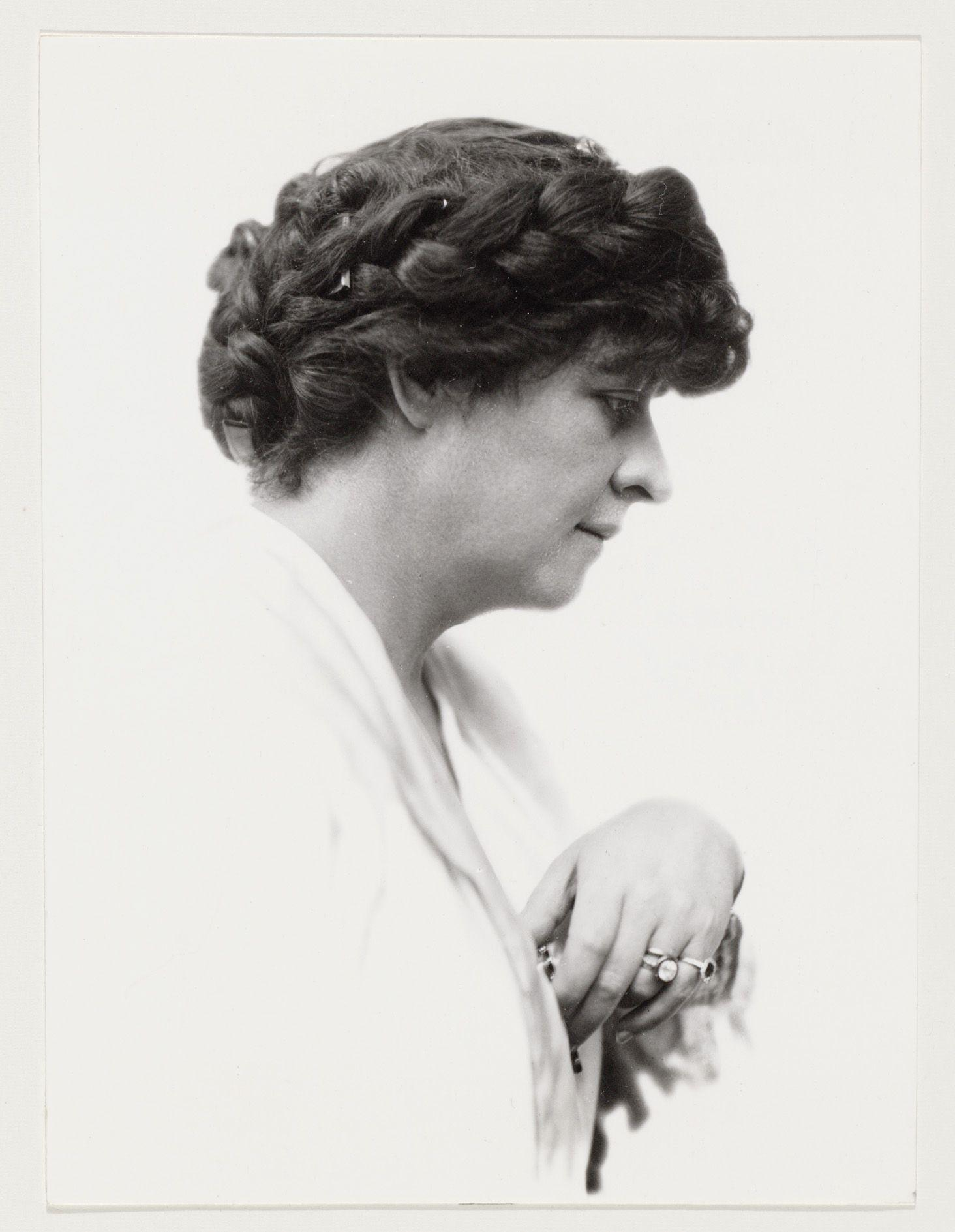
Anna Brugh Singer, um 1913
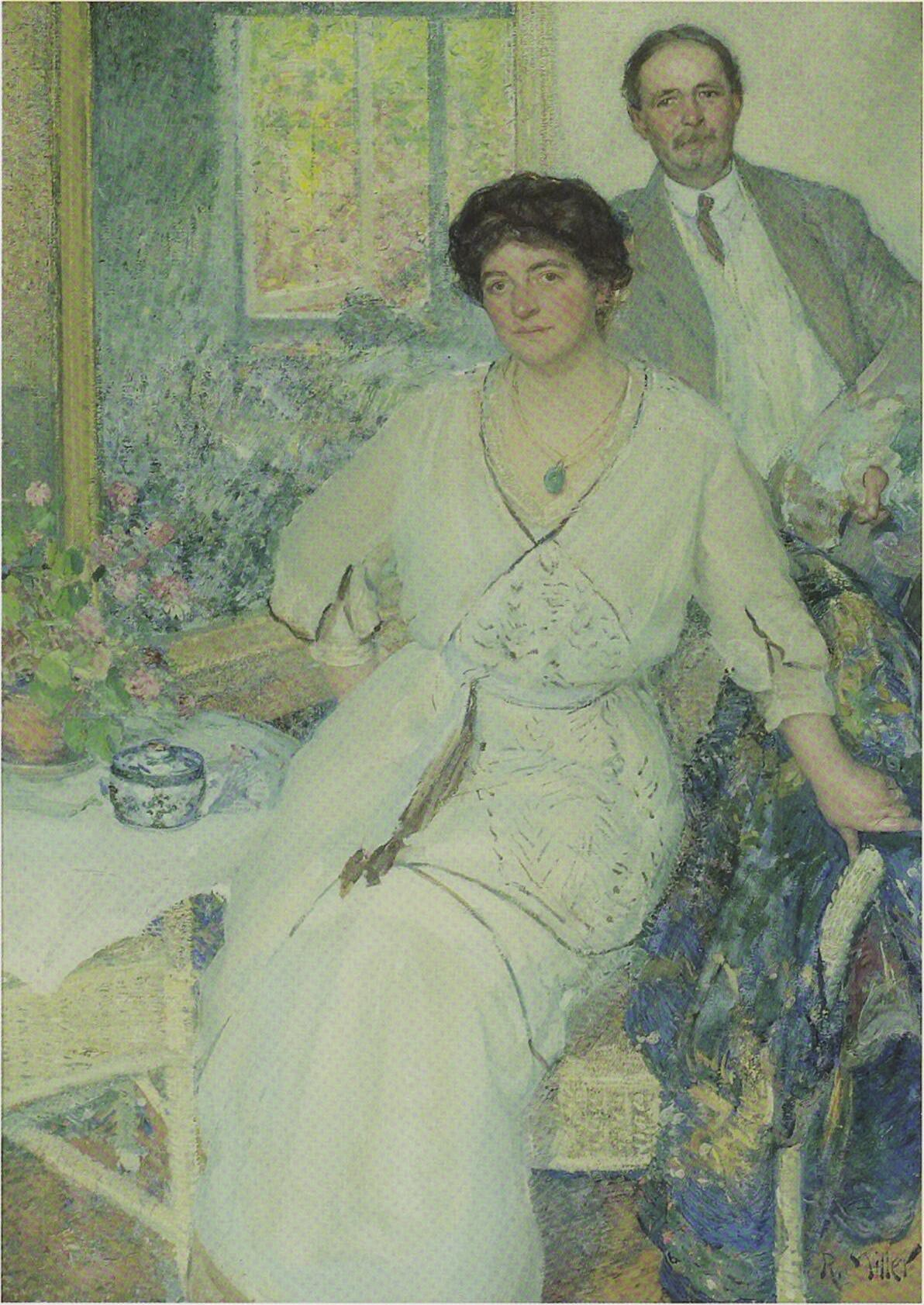
Ehepaar Singer, (Richard Edward Miller), um 1920
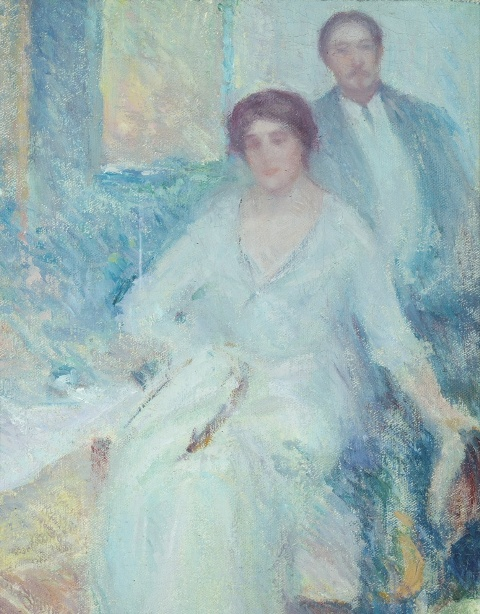
Ehepaar Singer, (Martin Borgord), 1910er Jahre
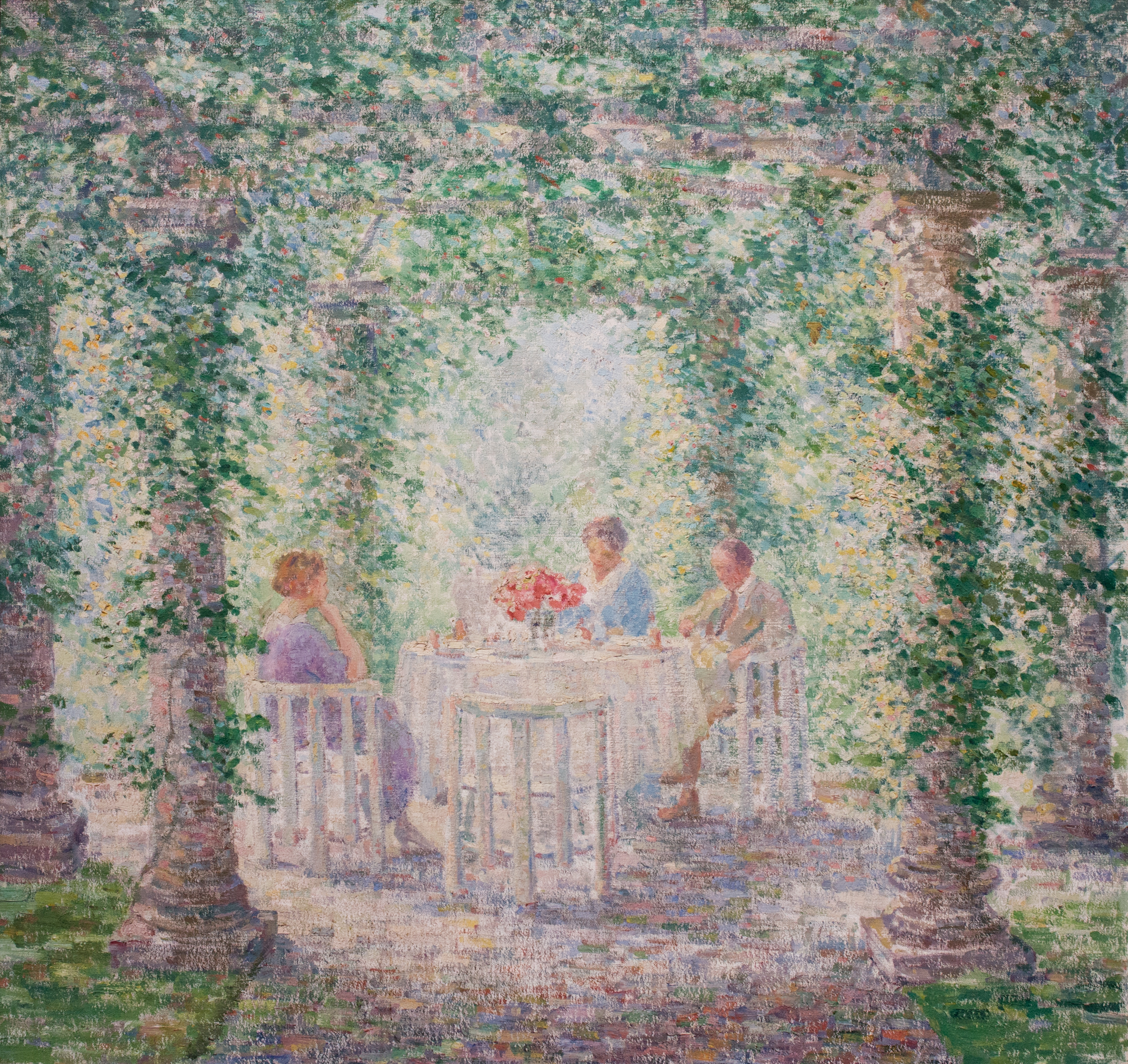
Frau Pieters mit Herrn und Frau Singer im Garten der Villa De Wilde Zwanen, um 1911–1915
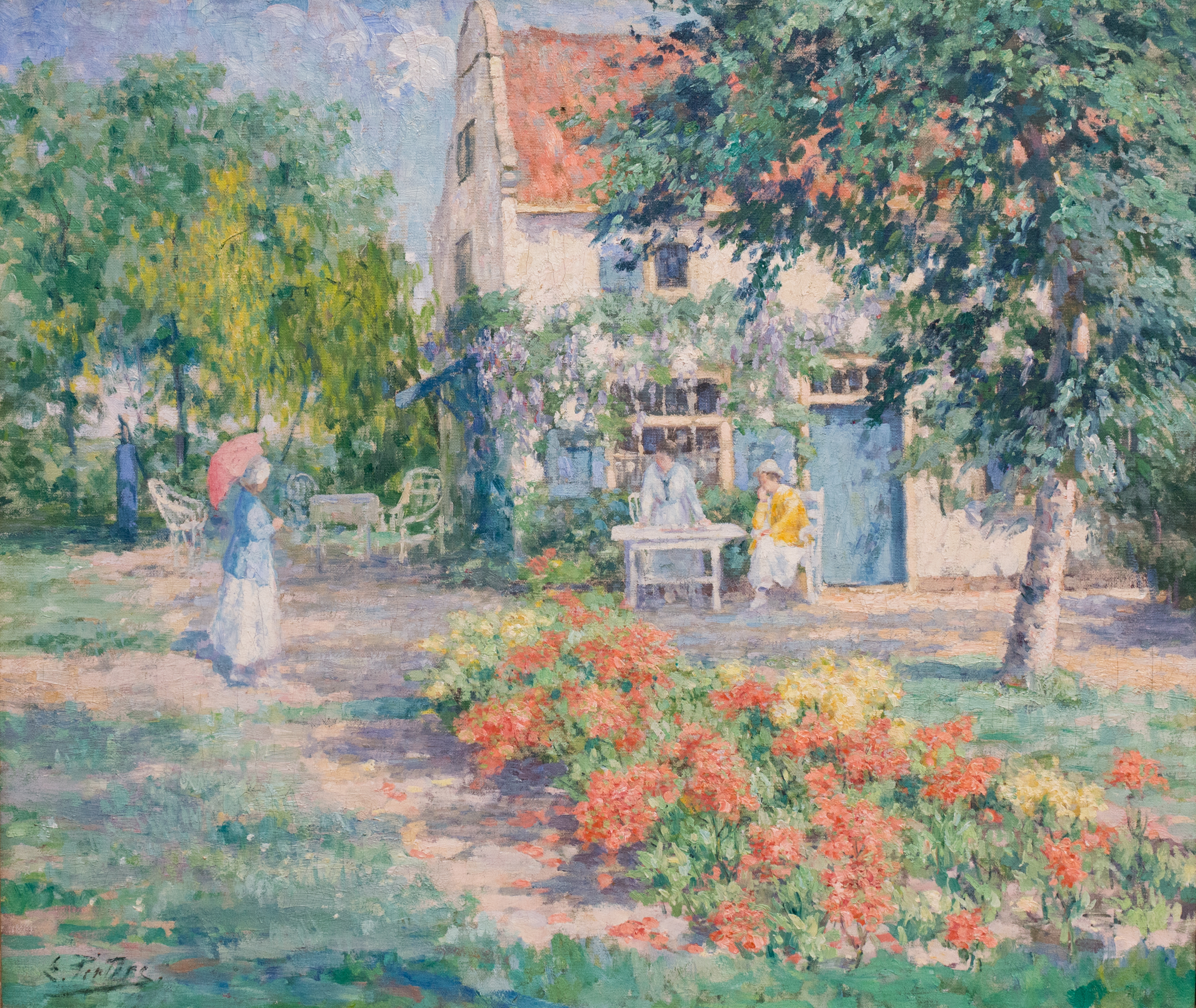
Sommertag, um 1911–1914
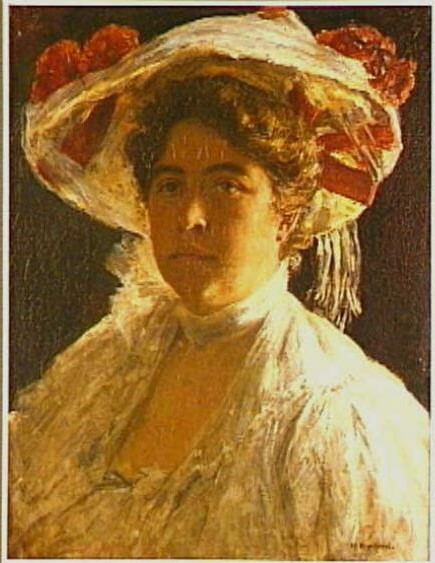
Anna Singer, (Martin Borgord), ca. 1920
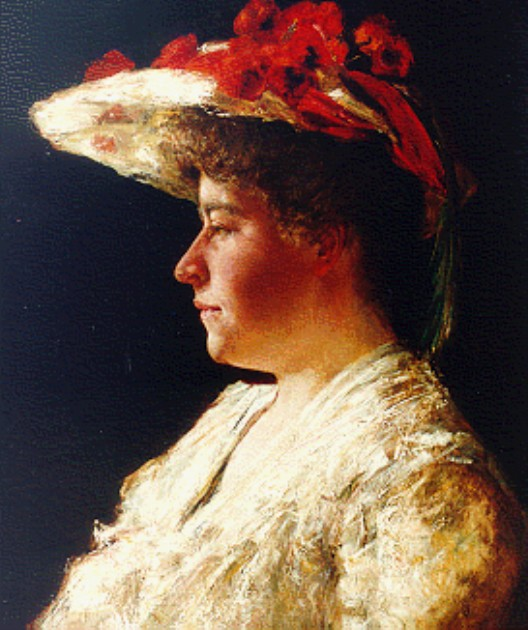
Anna Singer, (Martin Borgord), ca. 1920

## Aufbau der Sammlung und Museen
Zwischen 1900 und 1940 sammelte das Ehepaar Singer über 3000 Gemälde, Papierarbeiten, Skulpturen und andere Kunstgegenstände. Ursprünglich folgten die Singers keinem Sammelplan, sondern tätigten Kunstkäufe, um ihre Häuser in Laren und Olden mit europäischen und asiatischen Antiquitäten, französischen und mittelalterlichen Skulpturen, orientalischen Teppichen, Gobelins, asiatischen Kunstwerken, europäischen Möbeln aus dem 16. und 17. Jahrhundert und Gemälden auszustatten. Sie sammelten vor allem bildende Kunst aus dem 19. Jahrhundert. An zeitgenössischer Kunst beschränkten sie sich hauptsächlich auf Künstler aus ihrem eigenen sozialen Umfeld, deren Werke ihnen gefielen oder die sie finanziell unterstützen wollten. Sie sammelten Werke der Schule von Barbizon und verwandter Künstler wie Camille Corot, Charles-François Daubigny und Jean-François Millet. Zur Sammlung gehörten auch 14 Werke von Auguste Rodin und 12 von Henri Le Sidaner, mit dem sie persönlich befreundet waren. Weiterhin  kauften sie Werke der Haager Schule und Werke amerikanischer Künstler, jedoch keine nichtfigurative und abstrakte Kunst.
Erst als das Ehepaar Singer in Annas Heimatstadt Hagerstown in Maryland ein Kunstmuseum errichten wollte, begannen sie, gezielter über den Aufbau einer Sammlung nachzudenken. Unterstützt wurden sie unter anderem durch den Kunsthändler Joop Siedenburgh, der sowohl in Amsterdam als auch in New York Antiquitätenläden hatte und der ihnen ein enger Freund wurde. 1931 konnte Anna Brugh Singer mit Unterstützung ihres Mannes das Washington County Museum of Fine Arts in Hagerstown gründen, für das sie über hundert Werke ihrer Sammlung zur Verfügung stellte und das Museumsgebäude finanzierte.
Nach Kriegsende 1945 suchte Anna Brugh Singer nach einem geeigneten Standort für eine Singer-Gedenkstätte, um die Gemälde ihres Mannes dauerhaft ausstellen und ihre Kunstsammlung unterbringen zu können. Außerdem plante sie einen Konzertsaal. Gespräche mit Willem Sandberg, dem Direktor des Stedelijk Museum in Amsterdam, scheiterten daran, dass Sandberg eine ständige Ausstellung der Werke ihres Mannes nicht garantieren konnte. Sie erhielt ein Angebot des Stedelijk Museum Schiedam für eine Singer-Sammlung, aber als sie 1954 die Villa „De Wilde Zwanen“ mit dem großen Außengelände in Laren zurückerhielt, beschloss sie, dort die Gedenkstätte einzurichten. Der Architekt Wouter Hamdorff entwarf den an die Villa angrenzenden Neubau. Dazu wurde das Gartenatelier 1956 abgerissen. 1956 gründete Anna Brugh Singer das „Singer Memorial Museum“ (das heutige Singer Laren). Die Sammlung übergab sie an die Singer Memorial Foundation. Museum und Konzert- und Theatersaal wurden am 12. Mai 1956 eröffnet.
Darüber hinaus vermachte Anna Brugh Singer testamentarisch über 500 Kunstwerke und Objekte dem norwegischen West Norway Museum of Decorative Art (heute: KODE – Kunstmuseen in Bergen), bestehend aus Möbeln, Antiquitäten und Bildern aus ihrer Villa in Olden. Vorausgegangen war ein Besuch des KODE-Museumsdirektors Robert Kloster in der Villa „Singerheimen“, der Anna vorschlug, einen Teil der Objekte dem Museum zu überlassen. In der Folge erstellten sie gemeinsam eine Liste der in Frage kommenden Werke, darunter eine deutsche „Mutter mit Kind“-Skulptur aus der Zeit um 1400, eine jainistische Skulptur aus dem 16. oder 17. Jahrhundert, eine Sammlung Delfter Keramiken aus dem 18. Jahrhundert, alte asiatische Keramik, japanische Holzschnitte, Möbel aus der Spätgotik und der Renaissance, chinesische Seidenstickereien, tibetische Seidengemälde, Gobelin-Wandteppiche aus den Niederlanden und kleinere Webstoffe der amerikanischen Ureinwohner. Außerdem vermachte Anna dem Museum Gemälde des englischen Landschaftsmalers John Constable, eine Zeichnung des Polarforschers Fridtjof Nansen und eine Reihe von Gemälden von William Singer selbst. 1963 eröffnete das Museum seine erste Ausstellung der Singer-Sammlung.

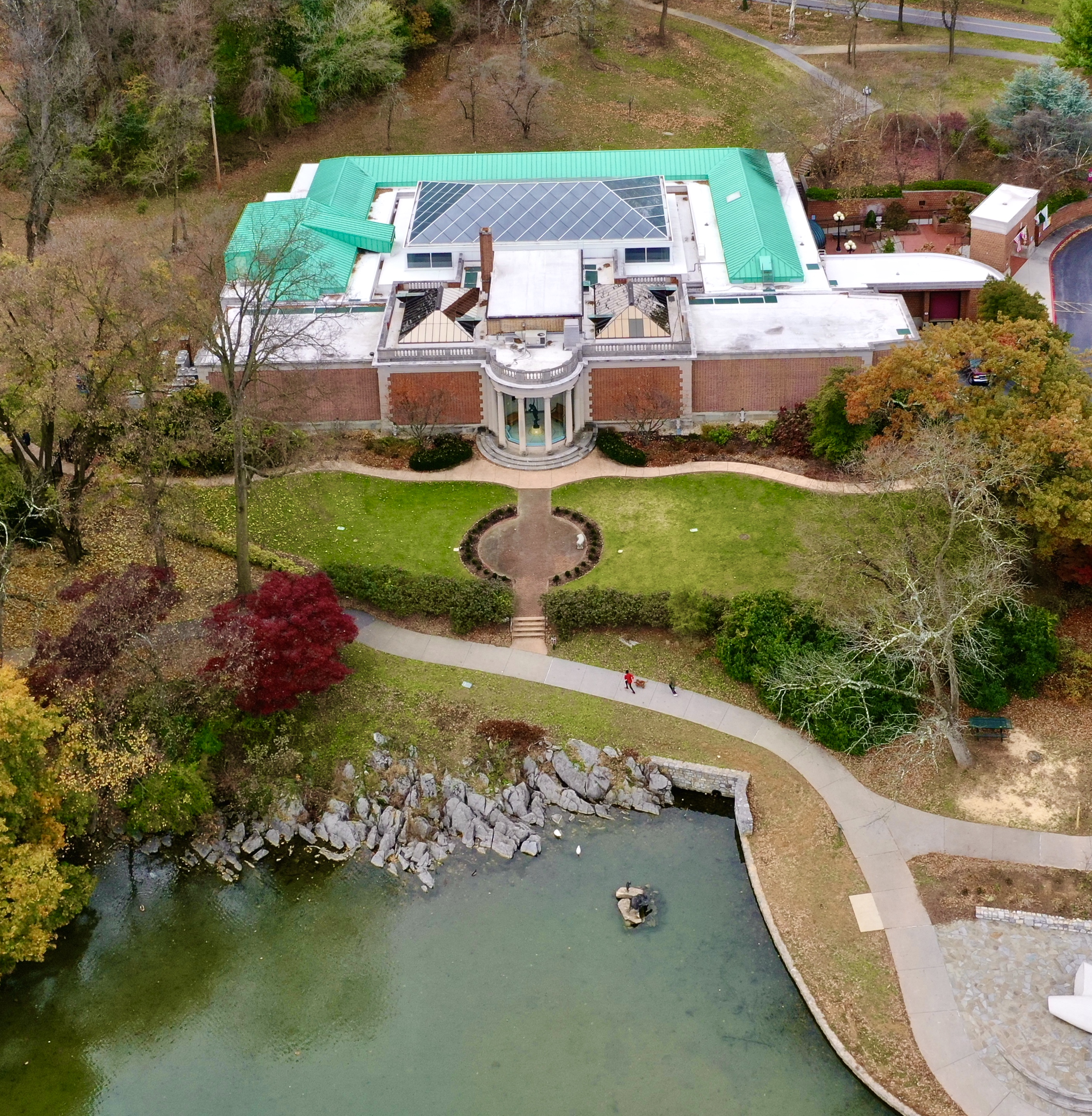
Washington County Museum of Fine Arts, Hagerstown
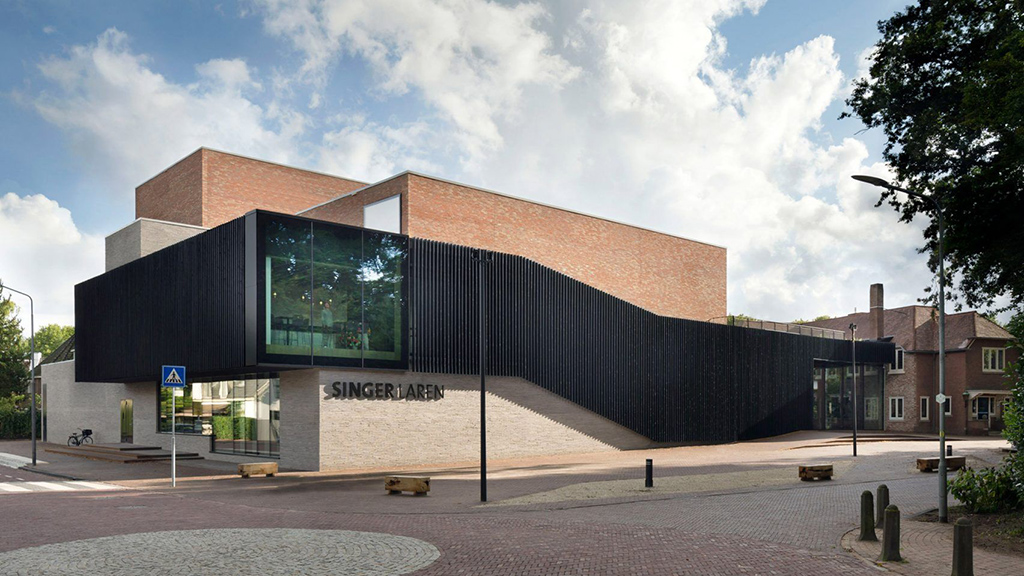
Neubau Singer Laren
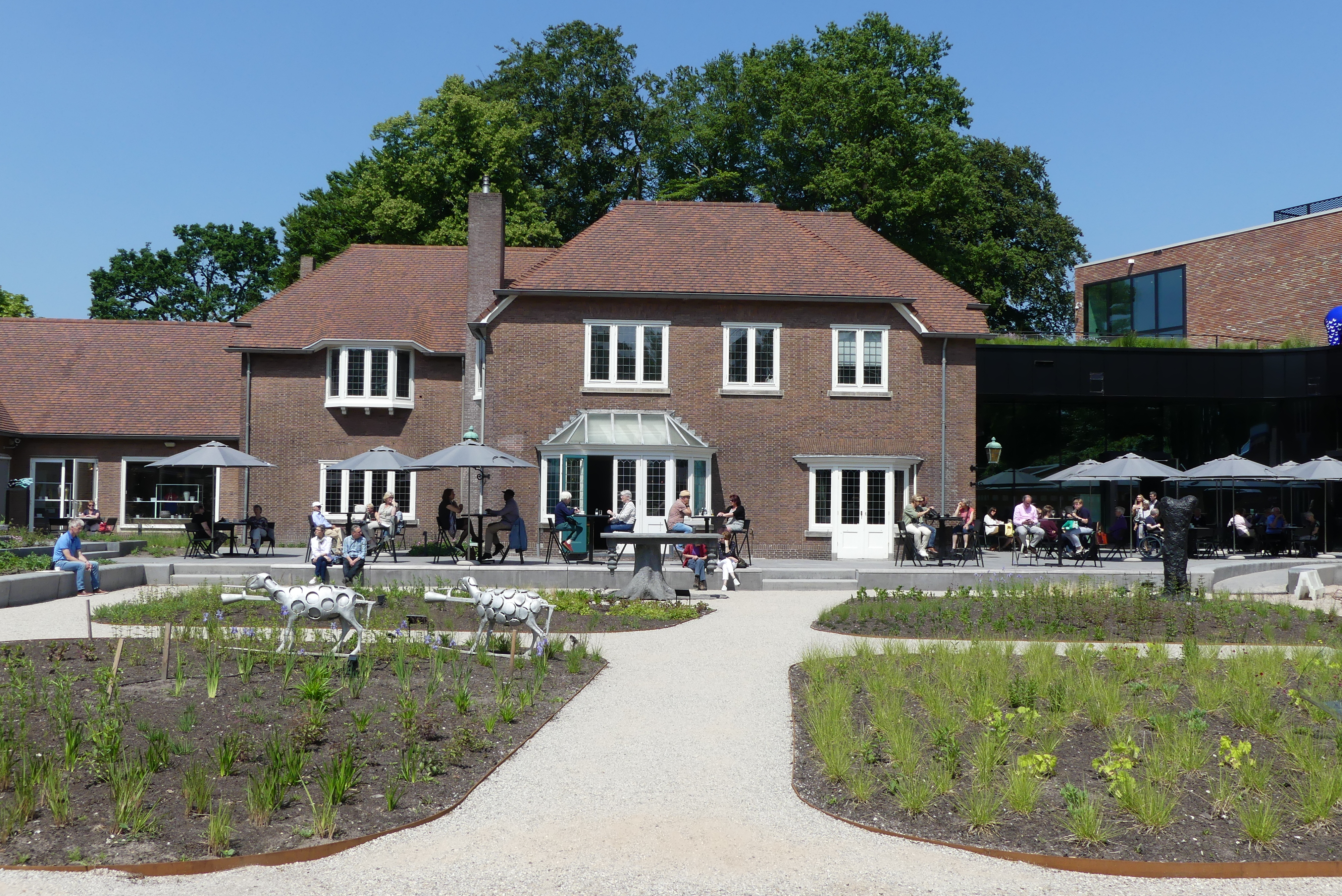
Villa Singer Laren
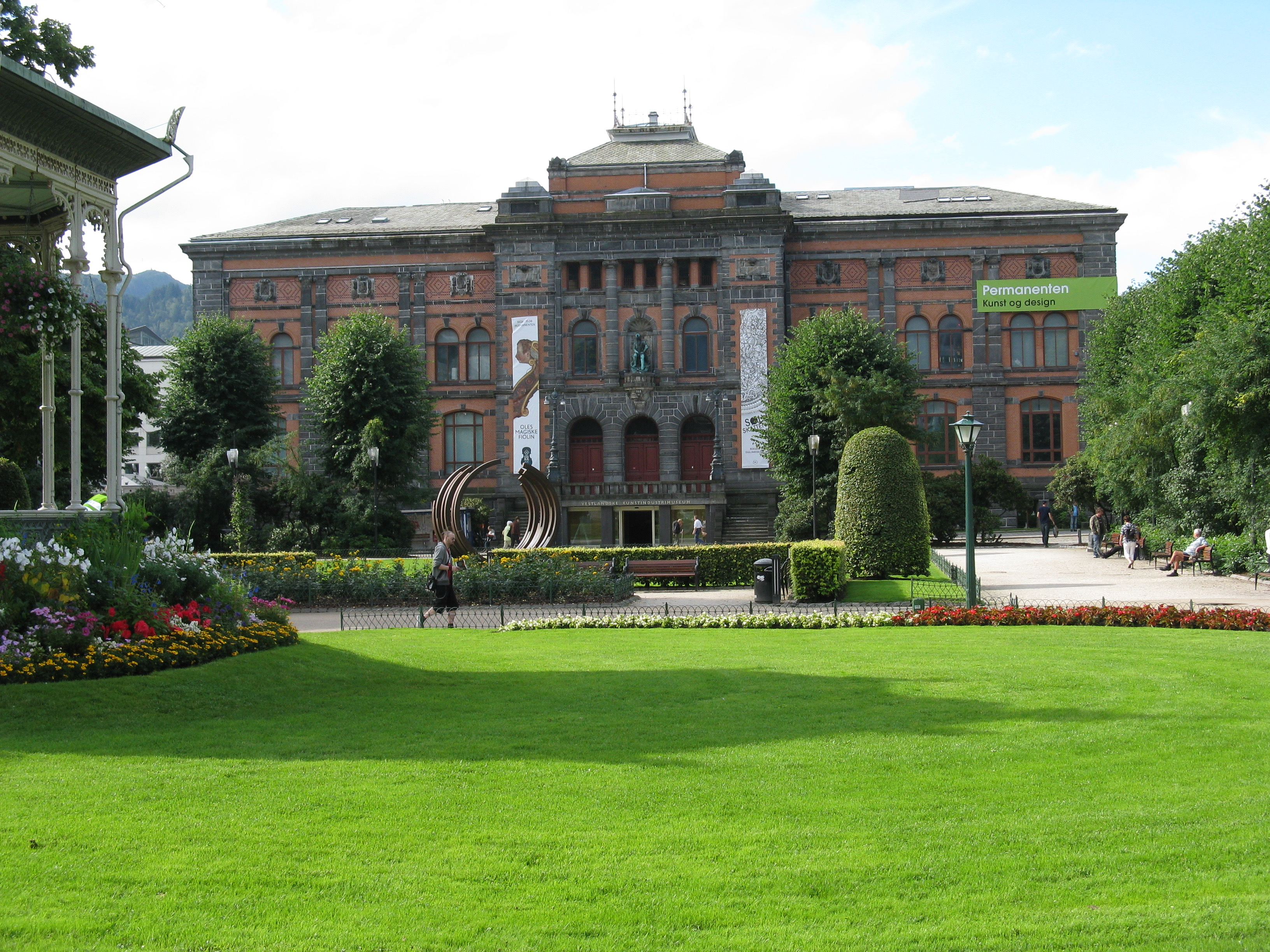
West Norway Museum of Decorative Art, Bergen

## Gedenken
Auf dem Friedhof von Laren (Laren Algemene Begraafplaats) stehen nebeneinander vier von Martin Borgord entworfene Grabsteine. Die Grabstellen hatte Anna Brugh Singer 1935 für sich, ihren Mann William und die Freunde Martin Borgord und Jaap Dooijewaard gekauft. Beigesetzt wurden dort Borgord und Dooijewaard, in den beiden anderen Gräbern liegen der jüngere Bruder von Jaap Dooijewaard, Willem, und dessen Frau Jacoba Dooijewaard.
William Singer wurde 1943 im norwegischen Olden in einem Mausoleum beigesetzt, das Anna Brugh Singer auf dem Anwesen der Villa „Singerheimen“ errichten ließ. 1963 wurde sie ebenfalls dort beerdigt.
Zum Gedenken an Anna Brugh Singer ist in ihrer Geburtsstadt Hagerstown an einer Steinstele eine Bronzeplatte angebracht mit der Inschrift: „Anna Spencer Brugh Singer was born in Hagerstown and married William H. Singer, Jr. in 1895. Together they pursued an artistic life; he as an artist, she as an art collector and musician. They traveled the United States and Europe, befriended many artists, immersed themselves in the artistic world and amassed a large art and antiques collection. With William’s support, Anna Singer founded the Washington County Museum of Fine Arts in 1929 and donated over one hundred works of art and the museum building in city park. She wrote ‚I hope and feel that the museum itself will, in its beautiful way and ennobling influence, express my heart’s appreciation to…the home town and its people‘.“
2001 erschien das Buch De Singers en de Dooijewaards. De geschiedenis van een vriendschap von Kokky Beumer und 2022 von Jet Boetje die Biographie Het verborgen leven van Anna Singer.